# إمي إينوي
إمي إينوي (باليابانية: 乾絵美؛ بالكانا: いぬい えみ) هي لاعبة كرة لينة يابانية، ولدت في 26 أكتوبر 1983 في كاكوغاوا في اليابان.

## وصلات خارجية
- إمي إينوي على موقع أوليمبيديا (الإنجليزية)